# يونوسات
تم تأسيس يونوسات (اختصاراً لتسمية برنامج التطبيقات التشغيلية للأقمار الصناعية التابع لمعهد الأمم المتحدة للتدريب والبحث (بالإنجليزية: UNITAR's Operational Satellite Applications Programme)‏ في عام 2001 كبرنامج تشغيلي مكثف من الناحية التكنولوجية لمعهد الأمم المتحدة للتدريب والبحث (يونيتار). يوفر يونوسات تحليل صور بالأقمار الصناعية وتطوير القدرات لنظام الأمم المتحدة والدول الأعضاء في الأمم المتحدة وشركائها. يدعم عمل البرنامج اتخاذ القرارات القائمة على الأدلة من أجل السلام والأمن والمرونة. تُستخدم منتجات يونوسات استجابة للأزمات الإنسانية ولتنفيذ خطة التنمية المستدامة لعام 2030.
يتكون فريق يونوسات بشكل أساسي من محللي نظم المعلومات الجغرافية والصور ، وخبراء الاستشعار عن بُعد ، والجيولوجيين ، وخبراء المياه الهيدرولوجيين ، وخبراء الهيدرولوجيا ، بدعم من مهندسي تقنية المعلومات والمبرمجين وخبراء الإدارة.
يقع مقر يونوسات في المنظمة الأوروبية للبحوث النووية (سيرن) في جنيف بسويسرا مع وجود إقليمي في بانكوك ونيروبي وانجمينا .

## روابط خارجية
- الموقع الرسمي